# OGO 3
OGO 3 – trzeci satelita geofizyczny wprowadzony na orbitę w ramach programu OGO.

## Zadania
- Badania natężenia, struktury i dynamiki pola magnetycznego,
- Badanie promieniowania korpuskularnego,
- Badanie cząstek jonosferycznych,
- Badanie promieniowania radiowego o bardzo małej i skrajnie małej częstotliwości,
- Badanie promieniowania ultrafioletowego i rentgenowskiego Słońca
- Badanie związków przejawów aktywności słonecznej ze zjawiskami geofizycznymi, pomiary mikrometeoroidów.

## Budowa satelity
Prostopadłościan z bocznymi tacami ogniw słonecznych i wysięgnikami z aparaturą pomiarową, stabilizacji położenia i antenami. Rozpiętość wysuniętych wysięgników wynosiła 15 metrów. Na pokładzie znajdowało się 21 przyrządów pomiarowych.

## Przebieg misji
7 czerwca 1966 roku z Przylądka Kennedy’ego na Florydzie wystartował OGO 3 o masie 540 kg i został wprowadzony na orbitę eliptyczną o początkowych parametrach: perygeum - 273 km, apogeum - 122 000 km. Czas obiegu wynosił 48 godzin i 37 minut. Tak wydłużona orbita umożliwiła przeprowadzenie rozległych obserwacji magnetosfery Ziemi i schwytanych w niej pasów promieniowania pierścieniowego. Za pomocą urządzeń do przekazywania danych informacje gromadzone przez satelitę w czasie 12 godzin były przekazywane na Ziemię w ciągu 11,5 minut. W przeciwieństwie do OGO 1 i OGO 2, gdzie wystąpiły kłopoty ze stabilizacją, udało się uniknąć tych trudności przy OGO 3.
Do marca 1971 perygeum orbity wzrosło do 16 400 km, a inklinacja do 75,8°. Komunikację z satelitą zakończono 29 lutego 1972.
OGO 3 spłonął przy wejściu w atmosferę ziemską 15 września 1981.